# Provinciale weg 657
De provinciale weg 657 (N657) is een voormalige provinciale weg in de Nederlandse provincie Zeeland. De weg loopt op Sint Philipsland en verbindt de bebouwde kom van Sint Philipsland met de N257.
De weg is uitgevoerd als tweestrooks-gebiedsontsluitingsweg met een maximumsnelheid van 80 km/h. Over de gehele lengte draagt de weg de naam Rijksweg. De provincie Zeeland was verantwoordelijk voor het beheer van het wegvak tussen de aansluitingen op de N656 en de N257. Het gedeelte tussen de bebouwde komgrens van Sint Philipsland en de aansluiting op de N656 werd beheerd door het waterschap Zeeuwse Eilanden.

## Geschiedenis
Oorspronkelijk was de N657 een rijksweg. In het Rijkswegenplan 1932 werd voor het eerst een plan opgenomen om een rijksweg aan te leggen tussen Oud Gastel en Zierikzee, welke genummerd zou worden als rijksweg 18. In de rijkswegenplannen van 1938, 1948 en 1958 zou rijksweg 18 inclusief het veer Zijpe - Anna Jacobapolder behouden blijven.
Toen in het kader van de Deltawerken in 1965 de Grevelingendam voor verkeer opengesteld werd verloor de weg een belangrijk deel van haar functie en werd het verloop van de rijksweg 18 met ingang van het Rijkswegenplan 1968 gewijzigd. Voortaan zou deze niet meer tussen Oud Gastel en Bruinisse verlopen, maar begon deze op het Hellegatsplein. De weg tussen Anna Jacobapolder en Steenbergen werd vervolgens afgestoten aan de provincies Noord-Brabant en Zeeland.
Na inwerkingtreding van de Wet herverdeling wegenbeheer op 1 januari 1993 werd de weg beheerd door de provincie Zeeland, die de weg nummerde als N657. Het gedeelte tussen Sint-Philipsland en Anna Jacobapolder werd vervolgens overgedragen aan het waterschap Zeeuwse Eilanden. Het gedeelte tussen Sint Philipsland en de N656 bleef tot 2006 bij de provincie, maar werd in dat jaar alsnog overgedragen aan het waterschap. Het korte resterende gedeelte tot aan de N257 werd daarbij omgenummerd naar N656.
N62 · N69 · N251 · N252 · N253 · N254 · N255 · N256/A256 · N257 · N258 · N260 · N261 · N262 · N263 · N264 · N266 · N267 · N268 · N269 · N270/A270 · N271 · N272 · N273 · N274 · N275 · N276 · N277 · N278 · N279 · N280 · N281 · N282 · N283 · N284 · N285 · N286 · N287 · N288 · N289 · N290 · N291 · N292 · N293 · N294 · N295 · N296 · N296n · N297 · N298 · N300 · N321 · N322 · N324 · N329 · N389 · N394 · N395 · N396 · N397

N556 · N562 · N564 · N570 · N572 · N590 · N595 · N598 · N601 · N602 · N605 · N607 · N612 · N613 · N615 · N616 · N617 · N618 · N620 · N622 · N625 · N629 · N631 · N632 · N637 · N638 · N639 · N640 · N641 · N651 · N652 · N653 · N654 · N655 · N656 · N658 · N659 · N660 · N661 · N662 · N663 · N664 · N665 · N666 · N667 · N668 · N669 · N670 · N671 · N673 · N674 · N675 · N676 · N682 · N683 · N686 · N689 · N690 · N831 · N843

Voormalige provinciale wegen: N299 · N551 · N552 · N553 · N554 · N555 · N560 · N561 · N563 · N565 · N566 · N567 · N568 · N571 · N574 · N580 · N581 · N582 · N583 · N584 · N585 · N586 · N587 · N588 · N589 · N591 · N592 · N593 · N594 · N596 · N597 · N603 · N604 · N606 · N608 · N610 · N611 · N614 · N619 · N621 · N623 · N624 · N626 · N628 · N630 · N634 · N642 · N657